# 2232 Altaj
2232 Altaj este un asteroid din centura principală, descoperit pe 15 septembrie 1969 de Bella Burnasheva.